# Campeonato Gaúcho de Futsal de 2014
O Campeonato Gaúcho de Futsal de 2014 foi a 48ª edição do Campeonato Gaúcho de Futsal, dividida novamente entre Série Ouro, equivalente à primeira divisão; Série Prata, equivalente à segunda divisão; e Série Bronze, equivalente à terceira divisão.

## Série Ouro

### Final
A Série Ouro foi decidida entre as equipes do Clube Esportivo e Recreativo Atlântico, de Erechim, e a Assoeva, de Venâncio Aires. O Atlântico jogava pelo empate na prorrogação pois possuía a melhor campanha.
| 06/12/2014 | Assoeva                                                               | 5 - 2 | Atlântico              |  |
| 20:30      | 7' Fuste · 14' Renatinho · 20' Thiaguinho · 23' Bruninho · 38' Daniel |       | 5' Poletto · 29' Jones |  |

| 13/12/2014 | Atlântico             | 1 - 0 (1 - 1) | Assoeva        | Caldeirão do Galo |
| 19:00      | 18' Dudu · 45' Alemão |               | 48' Thiaguinho |                   |

### Campeão
| Série Ouro 2014               |
| Rio Grande do Sul             |
| ----------------------------- |
| Atlântico Campeão (2º título) |

## Série Prata
A equipe da Associação Guaibense de Futsal, de Guaíba sagrou-se campeã; enquanto a Associação Ibirubá de Futsal, de Ibirubá, ficou com o vice-campeonato e ambas foram promovidas à Série Ouro 2015.

## Série Bronze
A equipe da Associação Esportiva União Nova Petrópolis de Futsal, de Nova Petrópolis sagrou-se campeã; enquanto a Associação Boavistense de Esporte, Lazer e Cultura de Boa Vista do Buricá ficou com o vice-campeonato e ambas foram promovidas à Série Prata 2015.